# Naas
Naas (en irlandais Nás na Riogh ou An Nás) est la capitale du comté de Kildare en Irlande.

## Géographie
Naas est une des principales villes situées à proximité de Dublin. Beaucoup de ses habitants travaillent dans la capitale. Ils empruntent quotidiennement l’autoroute M7 qui relie Dublin au sud-est de l'Irlande et dessert Naas. C’est une des routes les plus fréquentées du pays.

## Toponymie
En irlandais Naas signifie le "lieu de rencontre des Rois" à cause de sa localisation au carrefour des grandes routes en provenance ou à destination de Dublin et de son rôle en tant que principal centre administratif du comté.
Naas figure sur la carte de 1598 réalisée par Abraham Ortelius sous le nom de « Nosse ».

## Histoire
Au Moyen Âge, Naas devient une ville-marché fortifiée. Elle est attaquée à plusieurs reprises par les O'Byrne et les O'Toole, clans irlandais de la région voisine qui deviendra comté de Wicklow.
Un maire et un conseil ont été choisis par les marchands et les propriétaires fonciers locaux. Naas est chef-lieu du comté de Kildare en qualité de lieu de commerce, de réunions publiques, d'administration locale, de siège de tribunaux, de champs de courses et de casernement pour l'armée (Devoy Barracks, fermé en 1998),.

## Économie
Kerry Group's Global Technology, l'Innovation Centre et International Fund Services (une société State Street)
sont les entreprises industrielles locales les plus importantes.
Le centre-ville de Naas héberge des magasins, des restaurants, des discothèques, des boutiques. D'autres commerces se sont développés dans de nouveaux centres commerciaux en périphérie de la ville.
Un centre commercial sur Monread Road a été achevé en 2010 avec le plus grand supermarché Tesco d'Irlande comme locataire principal. D'autres parcs commerciaux desservent la ville aux deux extrémités - nord et sud - avec des points de vente tels que Harvey Norman, PC World, B&Q, Smyths Toys et Halfords.
La zone de Naas/Sallins est desservie par deux supermarchés Aldi, deux magasins Lidl, deux supermarchés Supervalu, un supermarché Tesco Extra, un plus petit Tesco Metro dans le centre-ville et ( à partir d'août 2019) une nouvelle halle alimentaire Dunnes Stores,. Le groupe danois de vente au détail à domicile JYSK, concurrent du suédois IKEA, a ouvert son premier magasin irlandais Newhall Retail Park à Naas en avril 2019,.
Plusieurs petites épiceries sont disséminées dans la ville.
Aldi possède un centre de distribution à Jigginstown, Naas.

## Lieux et monuments
À quatre kilomètres au sud-est de Naas se dresse le menhir de Punchestown, considéré comme le plus haut menhir d'Irlande.

## Jumelages
- Peillac (France)
- Allaire (France)
- Dillingen (Allemagne)
- St David's (Pays de Galles)
- Casalattico (Italie)
- Omaha, Nebraska (États-Unis)

## Personnalités liées à la ville
- Mary Cosgrave (1877-1941), travailleuse sociale et femme politique irlandaise.
- Gormflaith ingen Murchada (c.960–1030), 3è femme de Brian Ború[10]
- Geordan Murphy (1978-), joueur de rugby, Irlande et Leicester Tigers[11]
- Jamie Heaslip (1983-), joueur de rugby, Irlande, Naas et Leinster[12]
- Sir John de Robeck (1862–1928), Amiral de la Flotte, Royal Navy, 1925-1928[13]